# Joe Satriani (EP)

Capa da edição comemorativa de 30 anos.

Joe Satriani é o álbum Demo que o guitarrista virtuoso estadunidense Joe Satriani gravou para se apresentar às gravadoras. Este EP foi crucial para o guitarrista assinar contrato com a gravadora Relativity Records.

## O Álbum
Gravado em 1984, enquanto Satriani era professor de guitarra na cidade de Berkeley, este EP foi crucial para o guitarrista assinar contrato com a gravadora Relativity Records. 4 dessas músicas seriam regravadas, mais tarde, no álbum Time Machine, de 1993 (apenas "Talk To Me" ficaria de fora)
Segundo a revista Rolling Stone americana, quando gravou este álbum, Satriani tinha 2 aspirações: A primeira era fazer o "registro mais estranho possível", e a outra era "fazer coisas com a guitarra que ninguém tenha feito antes".
Em 2014 (dia 28 de Novembro), em comemoração ao 30o aniversário deste EP, Satriani redisponibilizou este álbum durante o Record Store Day (que ocorre simultaneamente à Black Friday). A prensagem em vinil 180 gramas teve edição limitada, com numeração individual de cada disco. O tracklist original foi mantido.

### Faixas
1. "Talk to Me" – 3:30
2. "Dreaming #11" – 3:40
3. "Banana Mango" – 2:42
4. "I Am Become Death" – 3:54
5. "Saying Good-Bye" – 2:52

### Músicos
- Joe Satriani - guitarra, produção